# Flugplatz Penrhyn

i7
i11
i13
Der Flugplatz Penrhyn (englisch Penrhyn Airport, IATA-Code: PYE, ICAO-Code: NCPY), auch Tongareva Airport genannt, ist der einzige Flugplatz des zu den Cookinseln gehörenden Atolls Penrhyn. Er befindet sich auf dem Motu Moananui, das die westliche Begrenzung der Lagune zum Ozean bildet.

## Geschichte und Anlage
Während des Zweiten Weltkriegs, im Jahr 1942, legten amerikanische Truppen zur Sicherung ihres Nachschubs von Hawaii nach Australien und Neuseeland den Flugplatz Penrhyn als erste Landebahn auf den Cookinseln an. Die in nordwest-südöstlicher Richtung verlaufende, ursprünglich annähernd 3000 Meter lange Start- und Landebahn wurde in der Zwischenzeit auf ihre heutige Länge von 2157 Metern verkürzt und ist mit einem Belag aus verdichtetem Korallengrus versehen. Der Flugplatz hat keine Landebahnbefeuerung, ist aber mit einem ungerichteten Funkfeuer (NDB) als Navigationshilfe ausgerüstet.

## Betrieb
Der Flugplatz Penrhyn ist nicht für den Linienverkehr zugelassen. Die regionale Fluggesellschaft Air Rarotonga führt gelegentlich Charterflüge von und nach Penrhyn durch.